# Hysterangiaceae
Hysterangiaceae is een familie van schimmels uit de orde Hysterangiales. Het typegeslacht is Hysterangium

## Geslachten
De volgende vier geslachten behoren tot de familie:
- Boninogaster
- Circulocolumella
- Clathrogaster
- Hysterangium